# Interatherium
Az Interatherium az emlősök (Mammalia) osztályának a Notoungulata rendjébe, ezen belül az Interatheriidae családjába tartozó nem.

## Tudnivalók
Az Interatherium a kora miocéni Dél-Amerika egyik notoungulátája volt.

## Rendszerezés
A nembe az alábbi 8 faj tartozik:
- Interatherium anguliferum
- Interatherium brevifrons
- Interatherium dentatum
- Interatherium excavatus
- Interatherium interruptum
- Interatherium robustum
- Interatherium rodens
- Interatherium supernum

### Fordítás
- Ez a szócikk részben vagy egészben  az   Interatherium című angol Wikipédia-szócikk ezen változatának fordításán alapul.  Az eredeti cikk szerkesztőit annak laptörténete sorolja fel. Ez a jelzés csupán a megfogalmazás eredetét és a szerzői jogokat jelzi, nem szolgál a cikkben szereplő információk forrásmegjelöléseként.